# Mascagnia seleroriana
Mascagnia seleroriana är en tvåhjärtbladig växtart som beskrevs av Loesen. Mascagnia seleroriana ingår i släktet Mascagnia och familjen Malpighiaceae. Inga underarter finns listade i Catalogue of Life.